# 诸葛彩华
诸葛彩华（1956年9月—），浙江省温岭市人，中华人民共和国政治人物。

## 生平
1976年10月加入中国共产党。1995年10月至1997年9月，担任玉环县县长。1997年9月至2000年2月，担任中共玉环县委书记。2000年4月至2001年12月，担任中共台州市委常委、市纪委书记。2001年12月，升任台州市委副书记。2002年3月，改任中共舟山市委副书记。2004年，担任浙江省供销合作社联合社主任。2006年12月，担任浙江省供销合作社联合社理事会主任。2010年3月，担任中华全国供销合作总社监事会副主任。2013年7月，升任监事会主任。